# Adrián Nahuel Martínez
Adrián Nahuel Martínez (Buenos Aires, 13 febbraio 1992) è un calciatore argentino, difensore del Nueva Chicago.

## Caratteristiche tecniche
È un terzino destro.

## Carriera

### Club
Cresciuto nelle giovanili del San Lorenzo, ha esordito il 12 novembre 2011 in occasione del match perso 1-0 contro l'All Boys.

### Nazionale
Con la nazionale Under-20 argentina ha preso parte al campionato sudamericano del 2011, disputando sei incontri, ed al campionato mondiale del 2011, disputando quattro partite.

## Statistiche

### Presenze e reti nei club
Statistiche aggiornate al 6 gennaio 2017.
| Stagione        | Squadra            | Campionato      | Campionato | Campionato | Coppe nazionali | Coppe nazionali | Coppe nazionali | Coppe continentali | Coppe continentali | Coppe continentali | Altre coppe | Altre coppe | Altre coppe | Totale | Totale | Totale |
| Stagione        | Squadra            | Comp            | Pres       | Reti       | Comp            | Pres            | Reti            | Comp               | Pres               | Reti               | Comp        | Pres        | Reti        | Pres   | Reti   |        |
| --------------- | ------------------ | --------------- | ---------- | ---------- | --------------- | --------------- | --------------- | ------------------ | ------------------ | ------------------ | ----------- | ----------- | ----------- | ------ | ------ | ------ |
| 2011-2012       | San Lorenzo        | PD              | 12         | 0          | CA              | 2               | 0               |                    | -                  | -                  |             | -           | -           | 14     | 0      |        |
| 2012-2013       | Olimpo             | BN              | 34         | 0          | CA              | 3               | 1               |                    | -                  | -                  |             | -           | -           | 37     | 1      |        |
| 2013-2014       | Olimpo             | PD              | 24         | 0          | CA              | 1               | 0               |                    | -                  | -                  |             | -           | -           | 25     | 0      |        |
| 2014            | Olimpo             | PD              | 16         | 3          |                 | -               | -               |                    | -                  | -                  |             | -           | -           | 16     | 3      |        |
| 2015            | Olimpo             | PD              | 19         | 0          | CA              | 1               | 0               |                    | -                  | -                  |             | -           | -           | 20     | 0      |        |
| Totale Olimpo   | Totale Olimpo      | Totale Olimpo   | 93         | 3          |                 | 5               | 1               |                    | -                  | -                  |             | -           | -           | 98     | 4      |        |
| 2016            | Defensa y Justicia | PD              | 0          | 0          | CA              | 0               | 0               |                    | -                  | -                  |             | -           | -           | 0      | 0      |        |
| 2016-2017       | Arsenal Sarandí    | PD              | 0          | 0          | CA              | 0               | 0               | CS                 | 0                  | 0                  |             | -           | -           | 0      | 0      |        |
| 2017-2018       | Guillermo Brown    | BN              | 15         | 1          | CA              | 1               | 0               |                    | -                  | -                  |             | -           | -           | 16     | 1      |        |
| Totale carriera | Totale carriera    | Totale carriera | 120        | 4          |                 | 8               | 1               |                    | 0                  | 0                  |             | -           | -           | 128    | 5      |        |